# Lithosia uniformeola
Lithosia uniformeola är en fjärilsart som beskrevs av Daniel 1954. Lithosia uniformeola ingår i släktet Lithosia och familjen björnspinnare. Inga underarter finns listade i Catalogue of Life.